# Trachydactylus
Trachydactylus — рід геконоподібних ящірок родини геконових (Gekkonidae). Представники цього роду мешкають на Аравійському півострові.

## Види
Рід Trachydactylus нараховує 2 види:
- Trachydactylus hajarensis (Arnold, 1980)
- Trachydactylus spatalurus (Anderson, 1901)

## Етимологія
Наукова назва роду Trachydactylus походить від сполучення слів дав.-гр. τραχυς — грубий, жорсткий і δακτυλος — палець.